# I maccheroni
I maccheroni è un cortometraggio del 1957 del cronista Raffaele Andreassi.
È stato selezionato nella sezione culinary della 64ª edizione del Festival di Berlino. Il film è un viaggio nella memoria dell'Italia della fine degli anni cinquanta. È stato restaurato dalla Cineteca di Bologna.

## Trama
La scena si volge nel Gargano dove la tradizione è di consumare al pranzo domenicale il tipico piatto di maccheroni al sugo: ma questo piatto di pasta è un lusso, in particolare, per un ragazzino (e la sua famiglia) che per non divulgare questa miseria ai suoi compagni di gioco, si imbratterà le labbra e anche una parte del viso, con un po' di salsa di pomodoro conservata in un vaso.